# 스페이스 기어즈

## <스페이스 기어즈(영어:Space Gears)>
펜타피크 스튜디오에서 개발 중인 전략 게임이며 투바이트에서 유통 예정이다. 
화성에서 펼쳐지는 차세대 전략 게임이다. 전투와 빌드 오더, 자원 관리, 기지 확장이 분리 되어있어 나만의 기지와 메크 부대를 만들어 다양한 모드로 제공되는 빠른 템포의 PvE, PvP 전투에서 새로운 승리를 경험할 수 있다.

## 공개 된 일정
4월 20일(목) 진행 된 기자간담회에서 테스트 일정을 공개했으며 6월 2일(금)부터 6월 5일(월)까지 플레이 테스트를 진행했다.
6월 20일(화)부터 6월 27일(화)까지 스팀 넥스트 페스트 기간동안 스페이스 기어즈 플레이를 할 수 있다고 한다.

## 메크
스페이스 기어즈에서 유저는 메크(=유닛)을 전투에 들어가기 전에 제작 및 스쿼드에 배치하는 방식으로 기존 전략 게임 대비 가장 큰 차별점 보이는 부분이다. 메크는 현재 총 5종이며 각 메크 별 무기 타입이 2가지로(A타입, B타입) 나누어져 있으며 각 제조사마다 생산하는 메크가 서로 다르다.
| Defender | Defender | Defender |
| -------- | -------- | -------- |
| 이미지   |          |          |
| 타입     | A타입    | B타입    |

| Warboy | Warboy | Warboy |
| ------ | ------ | ------ |
| 이미지 |        |        |
| 타입   | A타입  | B타입  |

| Stalker | Stalker | Stalker |
| ------- | ------- | ------- |
| 이미지  |         |         |
| 타입    | A타입   | B타입   |

| Hornet | Hornet | Hornet |
| ------ | ------ | ------ |
| 이미지 |        |        |
| 타입   | A타입  | B타입  |

| Eraser | Eraser | Eraser |
| ------ | ------ | ------ |
| 이미지 |        |        |
| 타입   | A타입  | B타입  |

## 기사
Future Games Show 2023: Space Gears
[리뷰] 부대 운영의 묘미를 강조한 실시간 전략 ‘스페이스 기어즈’의 첫 테스트
기어즈, RTS와 MOBA 장점을 결합한 쉽고 빠른 전략 게임
신작 '스페이스 기어즈' 공개…"RTS? 한물 가지 않아" 보관됨 2023-04-20 - 웨이백 머신
투바이트 대표 "한국에서 RTS 개발이라니?"
스튜디오 신작 ‘스페이스 기어즈’ 공개 … 국산 SF RTS 출격 예고
火星のテラフォーミングをテーマにした新作SF RTS，「Space Gears」のトレイラー公開
투바이트 전략 RTS, '스페이스 기어즈' 플레이 영상